# 200 mètres masculin aux championnats du monde d'athlétisme 2019
Pour un article plus général, voir Championnats du monde d'athlétisme 2019.
Navigation
Londres 2017 Eugene 2022
L'épreuve du 200 mètres masculin des championnats du monde de 2019 se déroule les 29, 30 septembre et 1er octobre 2019 dans le Khalifa International Stadium, au Qatar.

## Résultats

### Finale
| Rang               | Couloir | Athlète         | Nationalité       | Temps   | Note |
| ------------------ | ------- | --------------- | ----------------- | ------- | ---- |
| Médaille d'or      | 5       | Noah Lyles      | États-Unis        | 19 s 83 |      |
| Médaille d'argent  | 7       | Andre De Grasse | Canada            | 19 s 95 |      |
| Médaille de bronze | 4       | Álex Quiñónez   | Équateur          | 19 s 98 |      |
| 4                  | 6       | Adam Gemili     | Royaume-Uni       | 20 s 03 | SB   |
| 5                  | 9       | Ramil Guliyev   | Turquie           | 20 s 07 |      |
| 6                  | 3       | Aaron Brown     | Canada            | 20 s 10 |      |
| 7                  | 2       | Xie Zhenye      | Chine             | 20 s 14 |      |
| 8                  | 8       | Kyle Greaux     | Trinité-et-Tobago | 20 s 39 |      |

### Demi-finales
Les 2 premiers de chaque séries (Q) et les deux meilleurs temps (q) accèdent à la finale.
| Rang | Série | Couloir        | Nom                | Nationalité            | Temps | Notes |
| ---- | ----- | -------------- | ------------------ | ---------------------- | ----- | ----- |
| 1    | 2     | 5              | Noah Lyles         | États-Unis             | 19.86 | Q     |
| 2    | 2     | 4              | Álex Quiñónez      | Équateur               | 19.95 | Q     |
| 3    | 2     | 6              | Xie Zhenye         | Chine                  | 20.03 | q     |
| 4    | 1     | 5              | Adam Gemili        | Royaume-Uni            | 20.03 | Q, SB |
| 5    | 3     | 6              | Andre De Grasse    | Canada                 | 20.08 | Q     |
| 6    | 1     | 4              | Ramil Guliyev      | Turquie                | 20.16 | Q     |
| 7    | 1     | 6              | Aaron Brown        | Canada                 | 20.20 | q     |
| 8    | 3     | 7              | Kyle Greaux        | Trinité-et-Tobago      | 20.24 | Q     |
| 9    | 2     | 8              | Yancarlos Martínez | République dominicaine | 20.28 | SB    |
| 10   | 1     | 7              | Jereem Richards    | Trinité-et-Tobago      | 20.28 |       |
| 11   | 3     | 5              | Zharnel Hughes     | Royaume-Uni            | 20.30 |       |
| 12   | 3     | 8              | Taymir Burnet      | Pays-Bas               | 20.34 | PB    |
| 13   | 2     | 9              | Brendon Rodney     | Canada                 | 20.34 |       |
| 14   | 3     | 9              | Anaso Jobodwana    | Afrique du Sud         | 20.34 | SB    |
| 15   | 3     | 4              | Yohan Blake        | Jamaïque               | 20.37 |       |
| 16   | 1     | 8              | Rasheed Dwyer      | Jamaïque               | 20.54 |       |
| 17   | 1     | 9              | Clarence Munyai    | Afrique du Sud         | 20.55 |       |
| 18   | 1     | 2              | Serhiy Smelyk      | Ukraine                | 20.55 |       |
| 19   | 2     | 3              | Andre Ewers        | Jamaïque               | 20.61 |       |
| 20   | 3     | 3              | Reynier Mena       | Cuba                   | 20.61 |       |
| 21   | 2     | 2              | Eseosa Desalu      | Italie                 | 20.73 |       |
| 22   | 3     | 2              | Divine Oduduru     | Nigeria                | 20.84 |       |
|      | 1     | 3              | Alex Wilson        | Suisse                 | DNS   | DNS   |
| 2    | 7     | Miguel Francis | Royaume-Uni        |                        | DNS   | DNS   |

### Séries
Les 3 premiers de chaque séries (Q) et les trois meilleurs temps (q) accèdent au tour suivant.
| Rang | Série | Couloir       | Nom                         | Nationalité            | Temps | Notes    |
| ---- | ----- | ------------- | --------------------------- | ---------------------- | ----- | -------- |
| 1    | 1     | 7             | Adam Gemili                 | Royaume-Uni            | 20.06 | Q, SB    |
| 2    | 3     | 4             | Álex Quiñónez               | Équateur               | 20.08 | Q        |
| 3    | 5     | 4             | Aaron Brown                 | Canada                 | 20.10 | Q        |
| 4    | 5     | 5             | Miguel Francis              | Royaume-Uni            | 20.11 | Q        |
| 5    | 4     | 6             | Kyle Greaux                 | Trinité-et-Tobago      | 20.19 | Q        |
| 6    | 2     | 4             | Xie Zhenye                  | Chine                  | 20.20 | Q        |
| 7    | 6     | 7             | Andre De Grasse             | Canada                 | 20.20 | Q        |
| 8    | 7     | 8             | Jereem Richards             | Trinité-et-Tobago      | 20.23 | Q        |
| 8    | 3     | 8             | Yohan Blake                 | Jamaïque               | 20.23 | Q, SB    |
| 10   | 2     | 3             | Zharnel Hughes              | Royaume-Uni            | 20.24 | Q, SB    |
| 11   | 7     | 3             | Noah Lyles                  | États-Unis             | 20.26 | Q        |
| 12   | 1     | 2             | Ramil Guliyev               | Turquie                | 20.27 | Q        |
| 13   | 6     | 9             | Clarence Munyai             | Afrique du Sud         | 20.29 | Q        |
| 14   | 2     | 5             | Anaso Jobodwana             | Afrique du Sud         | 20.35 | Q, SB    |
| 15   | 5     | 6             | Rasheed Dwyer               | Jamaïque               | 20.37 | Q        |
| 16   | 1     | 6             | Taymir Burnet               | Pays-Bas               | 20.37 | Q        |
| 17   | 7     | 2             | Brendon Rodney              | Canada                 | 20.38 | Q        |
| 18   | 6     | 6             | Serhiy Smelyk               | Ukraine                | 20.39 | Q        |
| 19   | 1     | 9             | Divine Oduduru              | Nigeria                | 20.40 | q        |
| 20   | 3     | 6             | Alex Wilson                 | Suisse                 | 20.40 | Q        |
| 21   | 7     | 7             | Andre Ewers                 | Jamaïque               | 20.41 | q        |
| 22   | 5     | 3             | Eseosa Desalu               | Italie                 | 20.43 | q        |
| 23   | 3     | 7             | Aldemir da Silva Júnior     | Brésil                 | 20.44 |          |
| 24   | 2     | 8             | Yuki Koike                  | Japon                  | 20.46 |          |
| 25   | 4     | 2             | Yancarlos Martínez          | République dominicaine | 20.47 | Q        |
| 26   | 2     | 7             | Fahhad Al-Subaie            | Arabie saoudite        | 20.51 |          |
| 27   | 4     | 4             | Reynier Mena                | Cuba                   | 20.52 | Q        |
| 28   | 6     | 3             | Sydney Siame                | Zambie                 | 20.58 |          |
| 29   | 4     | 7             | Jeremy Dodson               | Samoa                  | 20.60 |          |
| 30   | 6     | 4             | Kirara Shiraishi            | Japon                  | 20.62 |          |
| 31   | 5     | 8             | Jun Yamashita               | Japon                  | 20.62 |          |
| 32   | 7     | 6             | Mouhamadou Fall             | France                 | 20.63 |          |
| 33   | 4     | 3             | Bernardo Baloyes            | Colombie               | 20.64 |          |
| 34   | 6     | 8             | Steven Müller               | Allemagne              | 20.69 |          |
| 35   | 7     | 4             | Guy Maganga Gorra           | Gabon                  | 20.74 |          |
| 36   | 1     | 5             | Paulo André de Oliveira     | Brésil                 | 20.75 |          |
| 37   | 5     | 7             | Abdelaziz Mohamed           | Qatar                  | 20.75 | SB       |
| 38   | 3     | 2             | Yang Chun-Han               | Taipei chinois         | 20.80 |          |
| 39   | 3     | 5             | Noureddine Hadid            | Liban                  | 20.84 | NR       |
| 40   | 6     | 5             | Sibusiso Matsenjwa          | Swaziland              | 20.85 |          |
| 41   | 4     | 8             | Emmanuel Eseme              | Cameroun               | 20.87 |          |
| 42   | 3     | 9             | Antonio Infantino           | Italie                 | 20.89 |          |
| 43   | 1     | 8             | Rodney Rowe                 | États-Unis             | 20.92 |          |
| 44   | 5     | 9             | Emmanuel Arowolo            | Nigeria                | 21.07 |          |
| 45   | 1     | 3             | Fodé Sissoko                | Mali                   | 21.30 |          |
| 46   | 4     | 5             | Kenneth Bednarek            | États-Unis             | 21.50 |          |
| 47   | 2     | 6             | José Andrés Salazar         | Salvador               | 21.64 |          |
| 48   | 2     | 9             | Muhd Noor Firdaus Ar-Rasyid | Brunei                 | 21.99 |          |
| 49   | 6     | 2             | Ahmed Al-Yaari              | Yémen                  | 22.37 | NR       |
| 50   | 3     | 3             | Grégory Bradai              | Polynésie française    | 22.79 | SB       |
|      | 1     | 4             | Terrence Jones              | Bahamas                | DQ    | 163.3(a) |
| 5    | 2     | Jeffrey Vanan | Suriname                    |                        | DQ    | 163.3(a) |
| 7    | 5     | Alonso Edward | Panama                      | DNS                    | DNS   |          |

## Légende
Records et Performances
- AR : Record continental (area record)
- CR : Record des championnats (championship record)
- MR : Record du meeting (meet record)
- NR : Record national (national record)
- OR : Record olympique (olympic record)
- PR : Record paralympique (paralympic record)
- PB : Record personnel (personal best)
- SB : Meilleure performance personnelle de la saison (season's best)
- WL : Meilleure performance mondiale de l'année (world leader)
- WJR : Record du monde junior (world junior record)
- WR : Record du monde (world record)

Circonstances et Conditions
- DNF : N'a pas terminé (did not finish)
- DNS : N'a pas pris le départ (did not start)
- DQ : Disqualification (disqualification)
- NM : Aucun essai valable enregistré (No Mark)
- Q : Qualifié « directement » au prochain tour (ou à la prochaine compétition), lors d'une compétition majeure, grâce au classement ou à la réalisation des minima (automatic qualifier)
- q : Qualifié au prochain tour (ou à la prochaine compétition), lors d'une compétition majeure, grâce au repêchage ou à la réalisation de l'une des meilleures performances parmi celles des « non qualifiés directement » (grâce au meilleur temps ou à la meilleure distance par exemple) (secondary qualifier)